# Gemeindegraben (Teupitzer See)
Der Gemeindegraben ist ein Meliorationsgraben und Zufluss des Teupitzer Sees auf der Gemarkung der Stadt Teupitz im Landkreis Dahme-Spreewald in Brandenburg. Der Graben beginnt in einer Niederungsfläche, die sich südwestlich des Teupitzer Ortsteils Egsdorf befindet. Von dort fließt er vorzugsweise in nordnordöstlicher Richtung, unterquert die Landstraße 74 und entwässert südlich von Egsdorf in den Teupitzer See.